# Phaenicophaeus viridirostris
El malcoha de cara azul o malcoha cariazul (Phaenicophaeus viridirostris) es una especie de ave cuculiforme de la familia Cuculidae que vive en el sur de Asia.

## Descripción

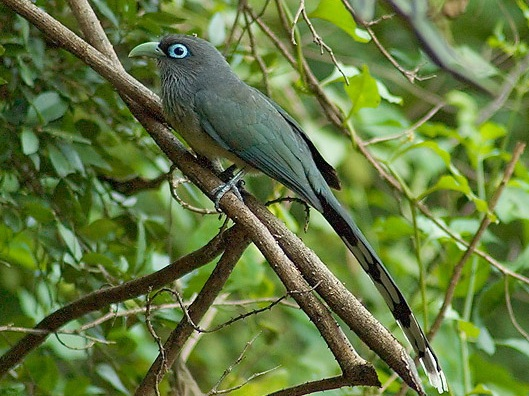
Ejemplar en la India.

Mide una media de 39 cm de longitud, de los cuales casi la mitad corresponden a la cola. El plumaje de sus partes superiores son de color verde oscuro con los bordes de la cola blancos. Su pecho y vientre son de color verde claro. Su pico también es de verde claro y presenta amplios anillos perioculares de color azul celeste, característica que le da nombre. Ambos sexos son similares, y los individuos juveniles son de colores más apagados y con listas en las partes superiores.

## Distribución y hábitat
Se encuentra en la India y Sri Lanka. Sus hábitat naturales son los bosques abiertos y las junglas de matorral.

## Comportamiento
El malchoha cariazul se alimenta de una gran variedad de insectos, orugas y pequeños vertebrados. Ocasionalmente consume bayas.
Anidan en los espinos y sus puestas sus puestas típicas constan de dos huevos, a veces tres.